# Plastoun (kraï du Primorié)
Plastoun (en russe : Пласту́н) est une commune urbaine du kraï du Primorié en Russie. Se trouvant dans le raïon de Terneï, elle fut fondée en 1926, et sa  population s'élevait à 4 712 habitants en 2023, soit la seconde localité la plus peuplée et la plus méridionale du raïon.

## Géographie

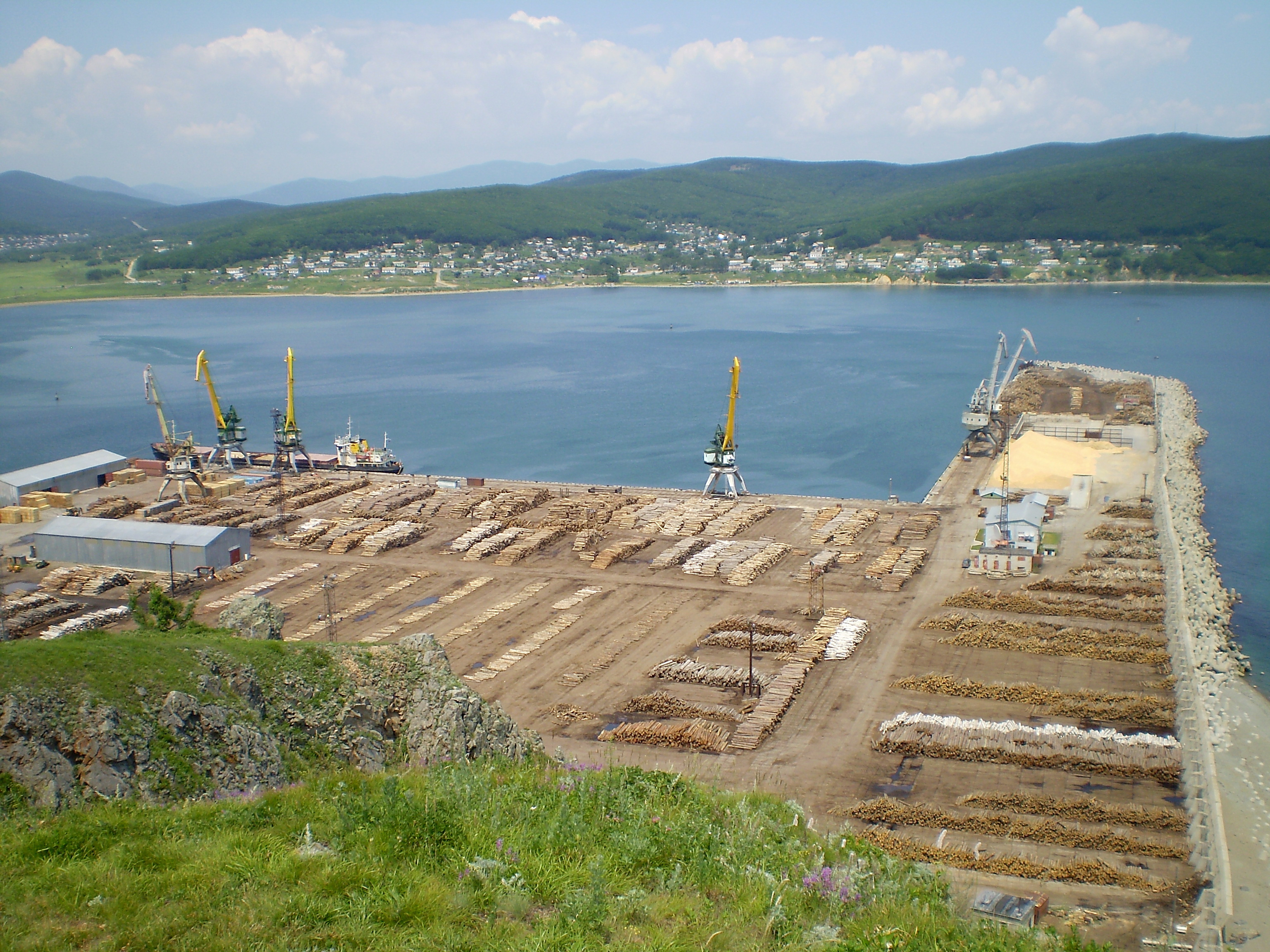
Plastoun, sa baie et son port.

La commune se trouve dans le kraï du Primorié, un sujet de l'Extrême-Orient de la Russie, jouxtant la région chinoise de la Mandchourie. Plastou se trouve dans le district fédéral Extrême-Oriental, à 394 km au nord-est de Vladivostok, la capitale du kraï et du district, ainsi qu'à 6 510 km de la capitale du pays Moscou.
Amgou est l'une des onze localités du raïon de Terneï, le raïon le plus au nord du kraï. Son centre administratif est la commune urbaine de Terneï, à 41 km au nord-est. Le village le plus proche est Kamenka, dans l'okroug urbain de Dalnegorsk, à 39 km au sud-ouest.
Le village se situe à l'embouchure de la petite rivière Plastounka. Le village est sur le golfe de Rynda, golfe de la mer du Japon divisée en deux baies, la baie de Djiguit, où se jette la Djiguitovka dans sa partie nord et la baie de Plastoun dans sa partie sud, où se trouve la commune. Dans la vallée inférieure de la Djiguitovka, qui est une grande plaine fluviale, se trouve l'aéroport de Plastoun.
Le village est entouré par des montagnes de la cordillère du Sikhote-Aline, qui longe le littoral depuis le fleuve Amour au nord jusqu'au golfe de Pierre-le-Grand au sud. De par son climat, le village est assimilé tout comme le raïon à la région du Nord.

## Histoire

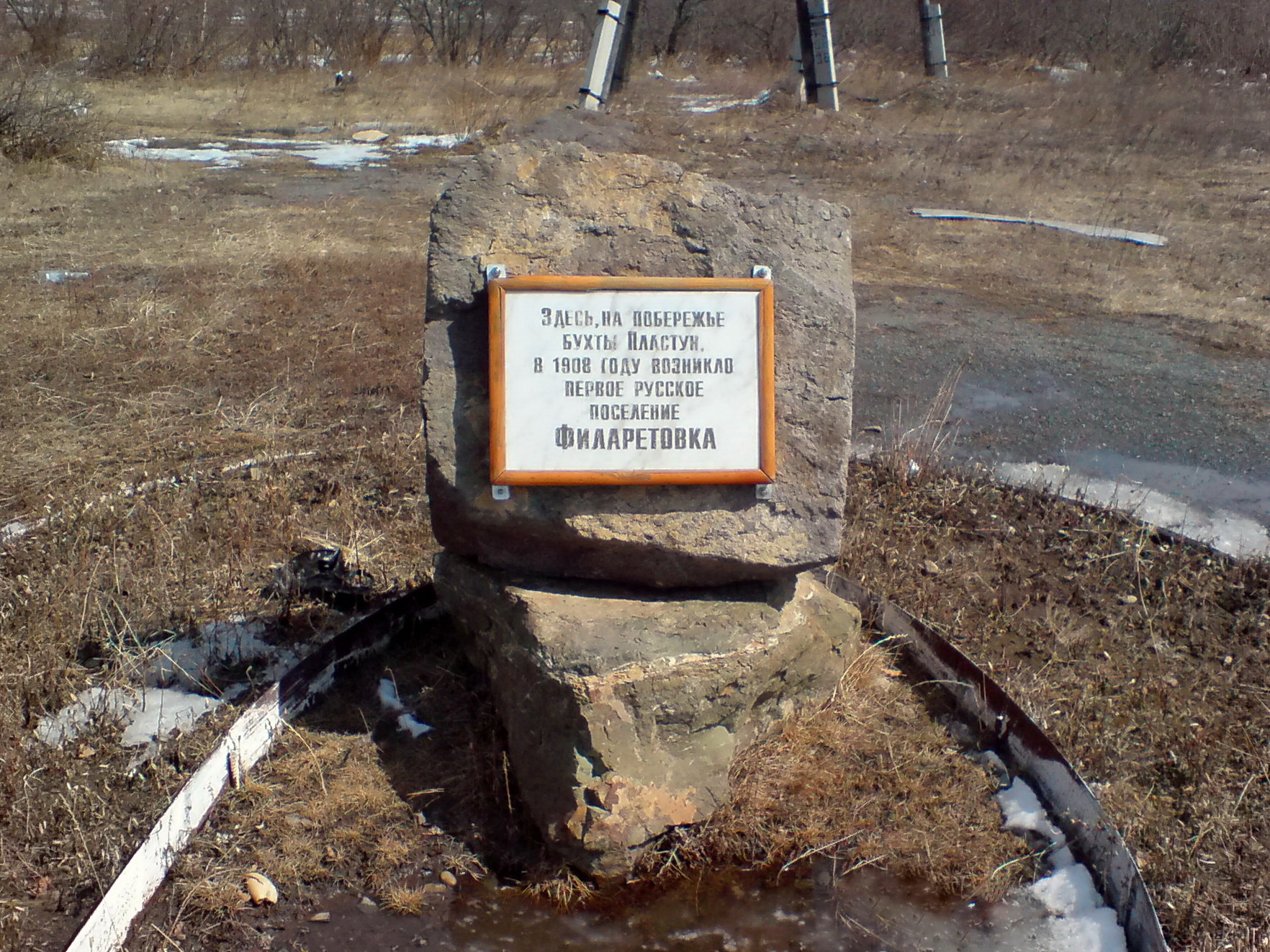
Plaque commémorative en l'honneur de la première colonie russe sur la côte de la baie de Plastoun

Dès 1907, la côte de la baie de Plastoun a commencé à être peuplée de colons russes : peuple libre, cosaques, vieux-croyants pour renforcer les frontières extrême-orientales de l'Empire russe, alors que le pays venait de subir une défaite face au Japon lors de la guerre russo-japonaise. Ainsi, le village de Filaretovka fut fondé sur la baie de Plastoun.
Plus tard, en 1926, dans les documents du recensement de la population de toute l'Union, un village appelé Plastoun a été mentionné pour la première fois et 10 personnes ont été recensées qui étaient arrivées ici pour développer la pêche. Le village a été nommé d'après la corvette Plastoun, qui en 1859 a mené des recherches et l'inventaire de la côte du Primorié, sous le commandement du capitaine de corvette Matskevitch. Ainsi, 1926 devint la date officielle de fondation du village. Dans le même temps, la « pêcherie Plastounski » a été créée : une conserverie de poisson, une conserverie de crabe et un atelier mécanique ont été construits pour la réparation de la flotte de pêche, ainsi que des bâtiments résidentiels. Dans les années 1930, pendant la période de la collectivisation , le village de Filaretovka a cessé d'exister, son territoire fut absorbé au sein de Plastoun.
En 1932, Plastoun reçut le statut de commune urbaine. La ferme collective « Octobre rouge » (en russe : Красный Октябрь, Kransy Oktiabr) a été créée, les premiers hôpital, école, club ont été construits dans la commune. En 1957-58, l'industrie de la pêche a été liquidée. En 1960, la ferme collective  a été transformée en ferme à fourrure Plastounski, où des cerfs et des visons étaient élevés. Dans le même temps, l'industrie du bois a commencé à se développer et les capacités d'exploitation se sont développées. La décision a été prise de construire un nouveau village avec une zone industrielle et un port maritime.

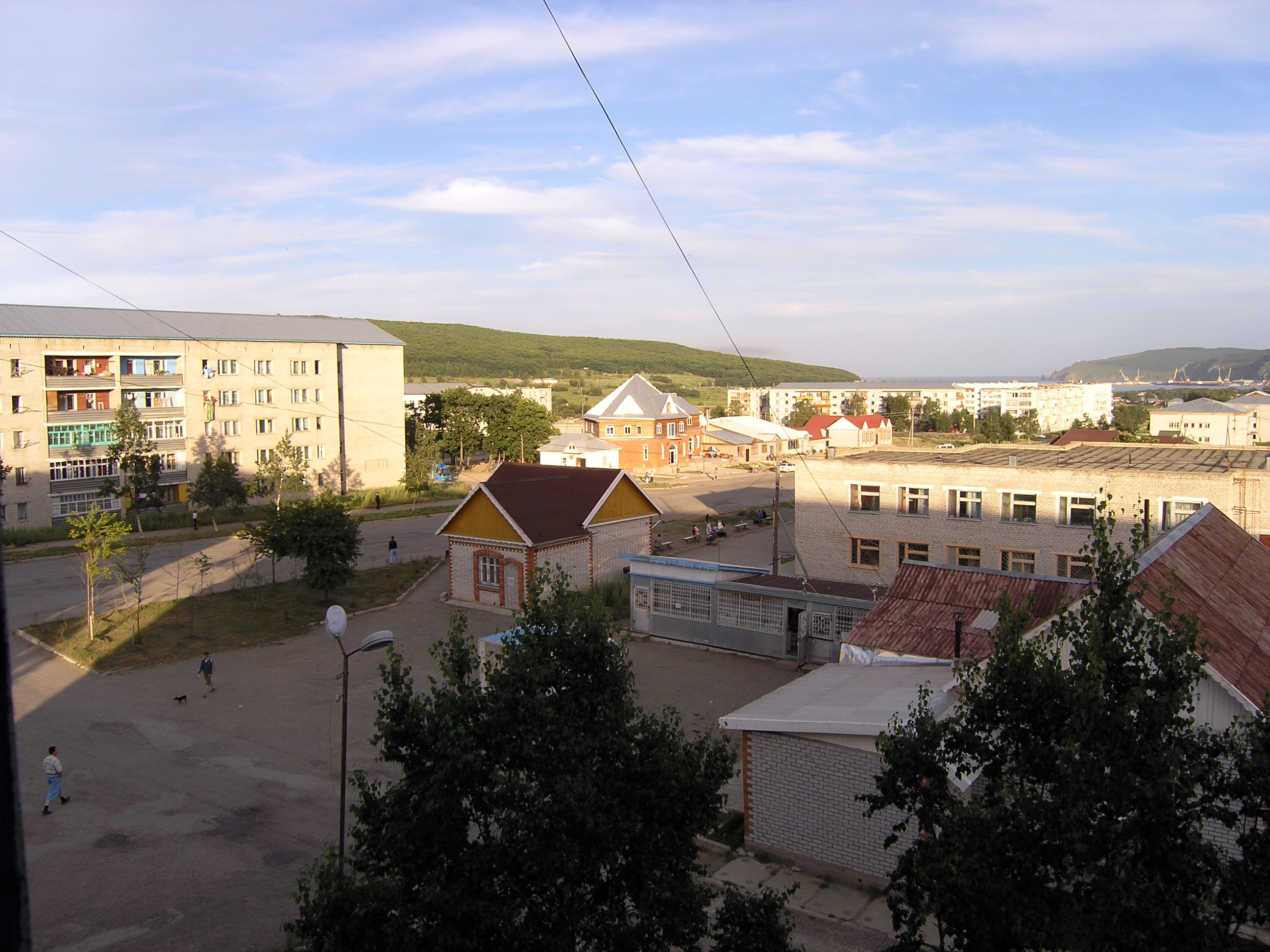
Centre de Plastoun dans la partie récente.

L'Institut de Leningrad pour la conception des villages forestiers « Giprolestrans » a proposé un plan directeur pour le nouveau village de Plastoun, approuvé en 1968. Depuis 1976, le développement rapide de Plastoun a commencé, avec la construction d'un port, d'un complexe industriel du bois, d'une chaufferie, de logements, d'écoles, de crèches, d'un Palais de la Culture et des Sports, d'un complexe hospitalier et d'autres infrastructures sociales.
« Il y a quarante ans, le 4 mars 1976, l'ouverture du chantier de construction du Komsomol de choc de toute l'Union - le complexe de l'industrie du bois de Terneï a eu lieu à Plastoun. [...] Dans une rangée, c'était déjà la septième construction du Komsomol de choc de toute l'Union dans le kraï du Primorié. [...] À cette époque, Plastoun était devenu plus accessible. Si auparavant il n'était possible d'en sortir qu'en bateau ou en hélicoptère au hasard, alors en 1976 une route de gravier reliait déjà Plastoun et Terneï. Il était possible de se rendre au centre du raïon en 15 minutes sur l'An-2. Et sur le Yak-40 - à Vladivostok. 

Il était prévu que 30 000 personnes vivraient dans le Plastoun nouvellement construit. Mais en réalité cela ne s'est pas produit. Le nombre maximum d'habitants dans le village au cours des années suivantes a atteint 6400, et à l'heure actuelle, il n'y a pas plus de 5 000 habitants. Au moment du démarrage des travaux dans l'ancien Plastoun, il y avait 1150 personnes. », - Journal Bulletin de Terneï, n°15 du 3 mars 2016.
En 1981, les premiers navires mouillaient dans le nouveau port de Plastoun (ru). Cependant, en raison de l'effondrement de l'URSS, le plan général de construction du village n'a pas été entièrement mis en œuvre. En 1996, la ferme à fourrure a été liquidée. Mais l'industrie du bois de Plastoun s'est développée davantage, malgré la crise économique suivant la fin de la période soviétique,.
De 2004 à 2020, le village formait une municipalité, l'établissement urbain de Plastoun (ru), avant qu'il soit dissout,.

## Population et société

### Démographie
Recensements (*) et estimations de la population,,,,,:
| 1915* | 1926* | 1939* | 1959* |
| ----- | ----- | ----- | ----- |
| 73    | 10    | 1 588 | 1 040 |

| 1970* | 1979* | 1989* | 2002 * |
| ----- | ----- | ----- | ------ |
| 1 332 | 3 586 | 5 957 | 6 230  |

| 2010* | 2012  | 2013  | 2014  |
| ----- | ----- | ----- | ----- |
| 5 350 | 5 219 | 5 232 | 5 167 |

| 2015  | 2016  | 2017  | 2018  |
| ----- | ----- | ----- | ----- |
| 5 114 | 5 114 | 5 075 | 5 003 |

| 2019  | 2020  | 2021* | 2023  |
| ----- | ----- | ----- | ----- |
| 4 914 | 4 791 | 4 815 | 4 712 |

### Religion

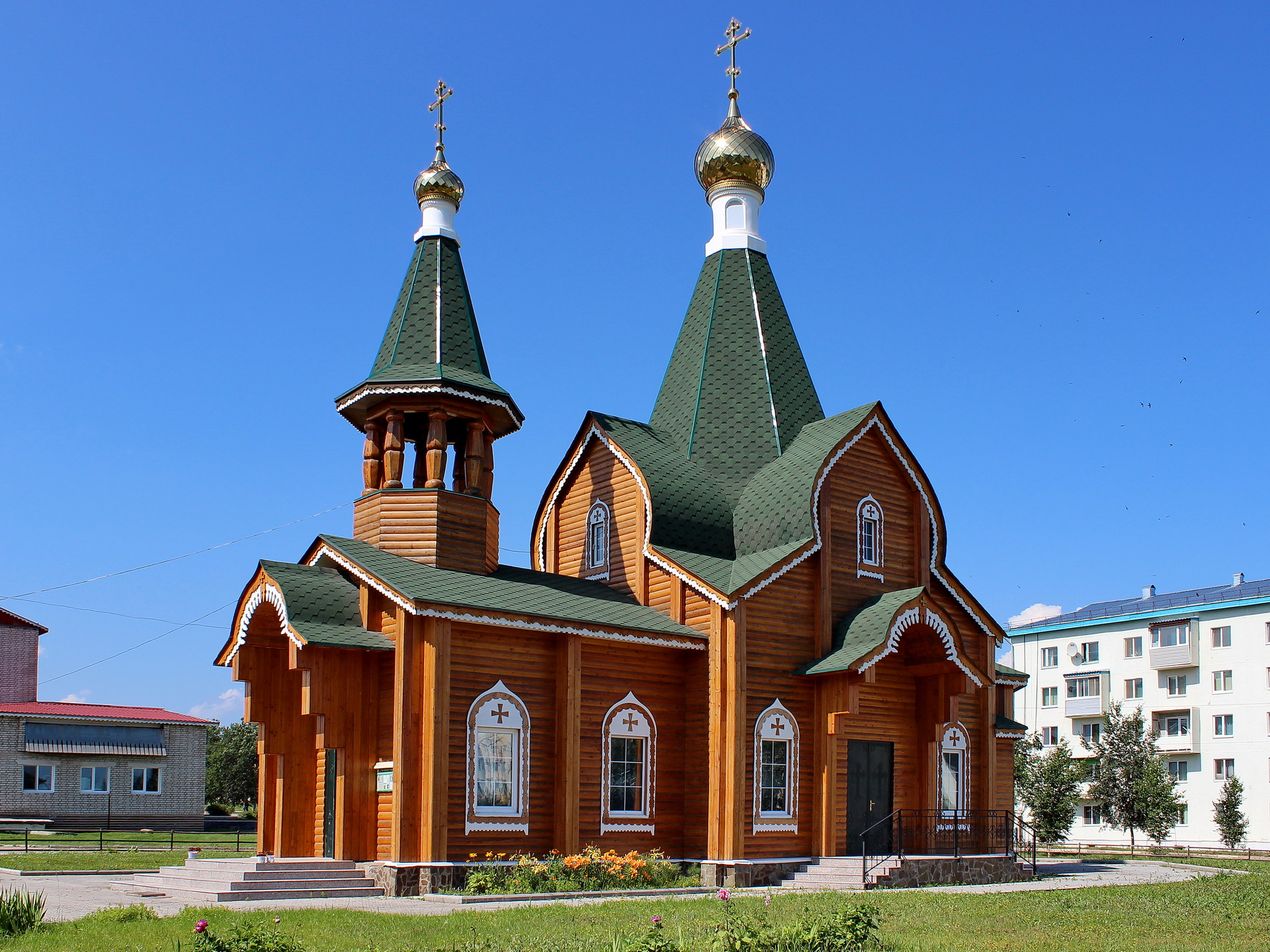
Église de Séraphin de Sarov dans la commune.

La communauté orthodoxe du village a commencé à s'organiser vers 1992, après la dislocation de l'URSS. La paroisse a passé l'enregistrement d'État le 21 janvier 2000.
Initialement, une maison en bois dans la partie ancienne de la commune a été adaptée pour la convertir en église. Comme il n'était pas facile pour les habitants, vivant pour la plupart dans la nouvelle partie de Plastoun, de se rendre dans l'ancienne, il a été décidé de construire un temple à part entière dans la nouvelle partie de la commune urbaine.
Le 18 novembre 2006, l'archevêque Veniamine (Pouchkar) (ru) de Vladivostok a célébré le rite de consécration de la première pierre de la nouvelle église de Plastoun. Le directeur du principal employeur du village - JSC "Terneyles" - a payé pour la pose des fondations, et l'organisation contractante JSC "Stroitel" (village de Plastoun) s'est engagée à construire le bâtiment religieux. Début 2007, une école du dimanche fut ouverte à l'église située dans une maison.
Le 13 avril 2008, alors que l'église était encore en construction, l'archevêque Veniamine de Vladivostok a consacré 2 croix en dôme, qui, comme les dômes du temple, ont été fabriquées à Volgodonsk. À partir de ce jour, les offices ont commencé à être célébrés régulièrement dans la nouvelle église, même si elle n'était pas finie. À la fin de cette année, des fenêtres ont été installées, des carreaux ont été posés sur les sols et une conduite de chauffage a été installée.
Le 23 décembre 2010, le temple était presque terminé et est devenu le bâtiment le plus neuf du village. Église à poutres en bois d'une capacité de 150 personnes, avec une petite tour; construit selon le même projet que l'église de la commune primorienne d'Olga.
Le 17 novembre 2015,  le métropolite Veniamine et l'évêque Gouri ont accompli le rite de la Grande consécration de l'église en l'honneur du Saint Séraphin de Sarov dans le village de Plastoun et ont célébré la Divine Liturgie dans l'église. Le bâtiment religieux est devenu une partie de l'éparchie d'Arseniev (ru) de la métropole du Primorié (ru) de l'Église orthodoxe russe.
En outre, dans le village, il y a une église des baptistes chrétiens évangéliques, qui fait partie de l'Association des églises des baptistes chrétiens évangéliques du kraï du Primorié de l'Union russe des chrétiens évangéliques baptistes.

### Sports et équipements sportifs
Un club de golf a été créé dans le village et un terrain de golf aux normes internationales a été construit, où, depuis 2004 , se tient le tournoi annuel de la Green Cup. Toujours à Plastoun, il y a les seuls clubs de plongée et de paintball du nord du Primorié. Le club de paintball assure la location de matériel et organise des tournois de première et deuxième divisions, le club de plongée possède son propre bateau et une station de ravitaillement en vol .
Le 12 décembre 2015, dans le village de Plastoun, un complexe sportif a été ouvert dans une partie du bâtiment du Palais de la culture et des sports, qui n'a pas été achevé pendant les années soviétiques. Les fonds pour la préparation des devis de conception pour la reconstruction du complexe sportif ont été partiellement alloués par Terneyles OJSC, et également collectés sous forme de dons volontaires par les habitants du village avec l'aide de l'organisation à but non lucratif de la Fondation caritative pour le développement du Primorié du Nord. La réalisation de travaux de réparation et de restauration a été incluse dans le programme cible régional « Développement de la culture physique et des sports dans le kraï du Primorié pour 2011-2015 » du raïon de Terneï. Dans le cadre du programme, des fonds ont été alloués pour la restauration du complexe sportif à hauteur de: 70% - fonds du budget régional, 30% - fonds du budget du raïon de Terneï.

## Économie et transports

### Industrie

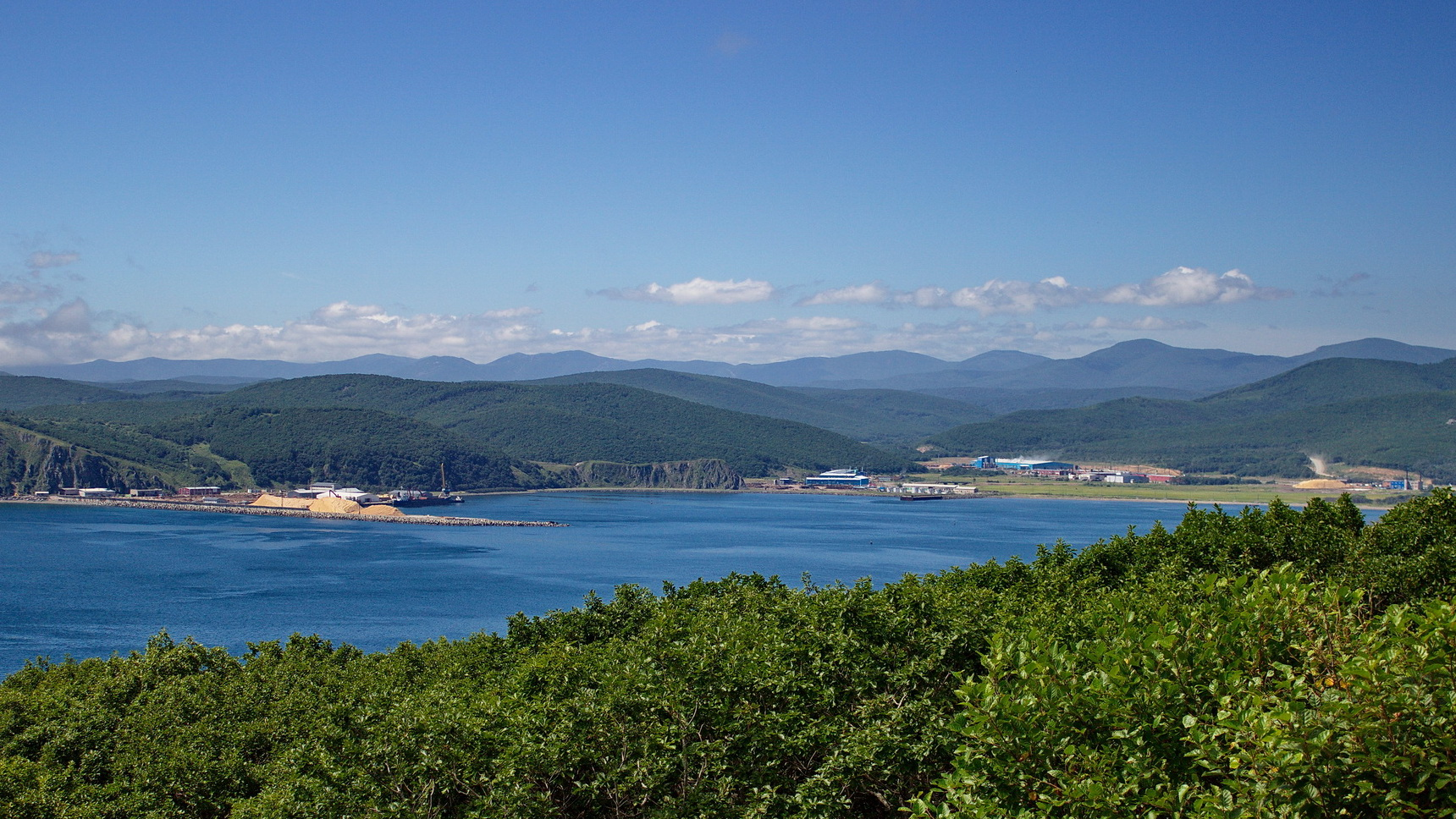
Zone industrielle de l'OAO « Terneyles ».

Actuellement, dans la commune de Plastun, il existe un système moderne d'exploitation forestière et de transformation du bois avec une infrastructure développée. Elle est représentée par un groupe d'entreprises de la société par action ouverte (OJSC ou OAO) Terneyles (en russe : Тернейлес), qui est la plus grande entreprise d'exploitation et de transformation du bois du kraï du Primorié, dont le siège social est situé à Plastoun. Le volume d'exploitation forestière est supérieur à 1 million de mètres cubes par an. Les entreprises de l'OJSC Terneyles comprennent quatre usines spécialisées - STS Teknovud CJSC, PTS Hardwood CJSC, une usine de placage, une scierie; ainsi que deux sociétés d'exploitation forestière - OJSC "Amgou" et OJSC "Rochinski KLPH". En outre, OJSC "Terneyles" détient une part du capital autorisé de l'Association des fabricants et exportateurs de bois du Primorié (PALEX),.
STS Technovud CJSC et PTS Hardwood CJSC sont des entreprises conjointes russo-japonaises pour la transformation avancée du bois, utilisant des technologies et des équipements japonais modernes avec un haut niveau d'automatisation de la production dans le processus de production. Le premier produit des poutres collées pour les structures porteuses des bâtiments, et le second produit des matériaux de finition pour la décoration intérieure des logements.
En 2009, deux nouvelles usines ont été lancées : une usine de placage et une scierie. La décision de construire des usines a été prise dans le cadre de la publication par le gouvernement de la fédération de Russie du décret sur l'introduction progressive de droits de douane prohibitifs sur l'exportation de bois rond. L'équipement des deux usines a été conçu et fourni comme un seul complexe de transformation du bois, en tenant compte des spécificités des ressources forestières de l'Extrême-Orient et des exigences des acheteurs de la région Asie-Pacifique.
L'usine de production de placages déroulés à sec utilise les derniers équipements japonais dans le processus de production, dispose de sa propre chaufferie pour les besoins technologiques, où des équipements américains sont installés. Au moment de sa construction, elle est devenue la plus graned de Russie . La scierie pour la production de bois brut de haute qualité est équipée d'équipements autrichiens, allemands, estoniens, tchèques et italiens avec le plus haut niveau d'automatisation et de mécanisation du processus technologique . Les deux usines sont construites sur le principe de la production sans déchets. Après la mise en service de deux nouvelles usines, la majeure partie du bois commercial récolté a commencé à être transformée dans les entreprises d'OAO Terneyles.
Il y a un port (ru) ouvert toute l'année dans le village pour l'expédition des produits finis des entreprises, qui sont exportés par bateaux, principalement vers le Japon et la Chine . En 2010, le port de Plastun a été ouvert pour les navires étrangers,, ce qui a considérablement élargi les possibilités de vente des produits de Terneyles OJSC et des autres entreprises de la ville.

### Transports

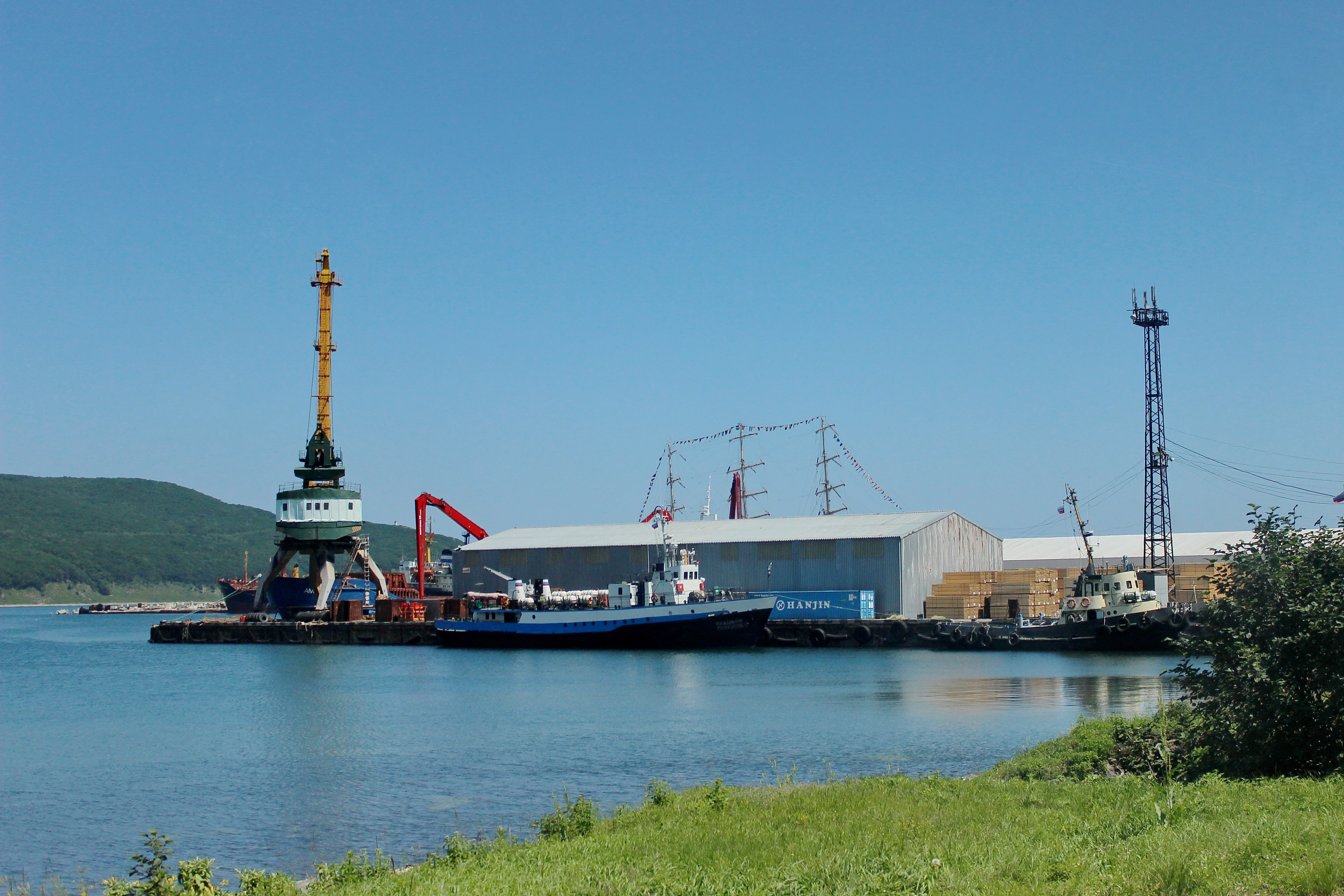
Quai et grue dans le port.

Plastoun, grâce à sa position et à son économie développée, dispose de bonnes connexions dans tous les domaines avec le Primorié, aux travers de ses différentes infrastructures. En termes de route, Plastoun est située sur la  la 05K-442 qui va de Terneï au nord vers Roudnaïa Pristan au sud, longue en tout de 137 km. À Roudnaïa Pristan, la route régionale 05N-100 prend le relais vers la route fédérale A370, route allant de Khabarovsk à Vladivostok. Il existe un service de bus quotidien entre Terneï et Vladivostok, qui dessert Plastoun.
La commune urbaine dispose de son propre aéroport, l'aéroport de Plastoun (ru), qui est une zone d'atterrissage située dans la vallée de la Djiguitovka au nord de Plastoun. Il y a des vols réguliers vers Vladivostok deux fois par semaine sur un avion De Havilland Canada DHC-6 Twin Otter de la compagnie russe Aurora,. En 2017, 46,10 mille personnes ont utilisé l'aéroport, contre 6,502 mille personnes en 2014.
Plastoun dispose du port de Plastoun (ru), port maritime principalement destinée à l'exportation de produits forestiers. Il dispose de 4 postes à quai pour la cargaison de bois et 1 pour la flotte portuaire. La superficie des entrepôts couverts est de 5 mille m2, celle des entrepôts ouverts de 30 000 m2. Il fait partie du port commercial d'Olga (ru). En 2012, le fret transporté était de 1 012,6 milliers de tonnes.

## Galerie

Plastoun et ses environs :
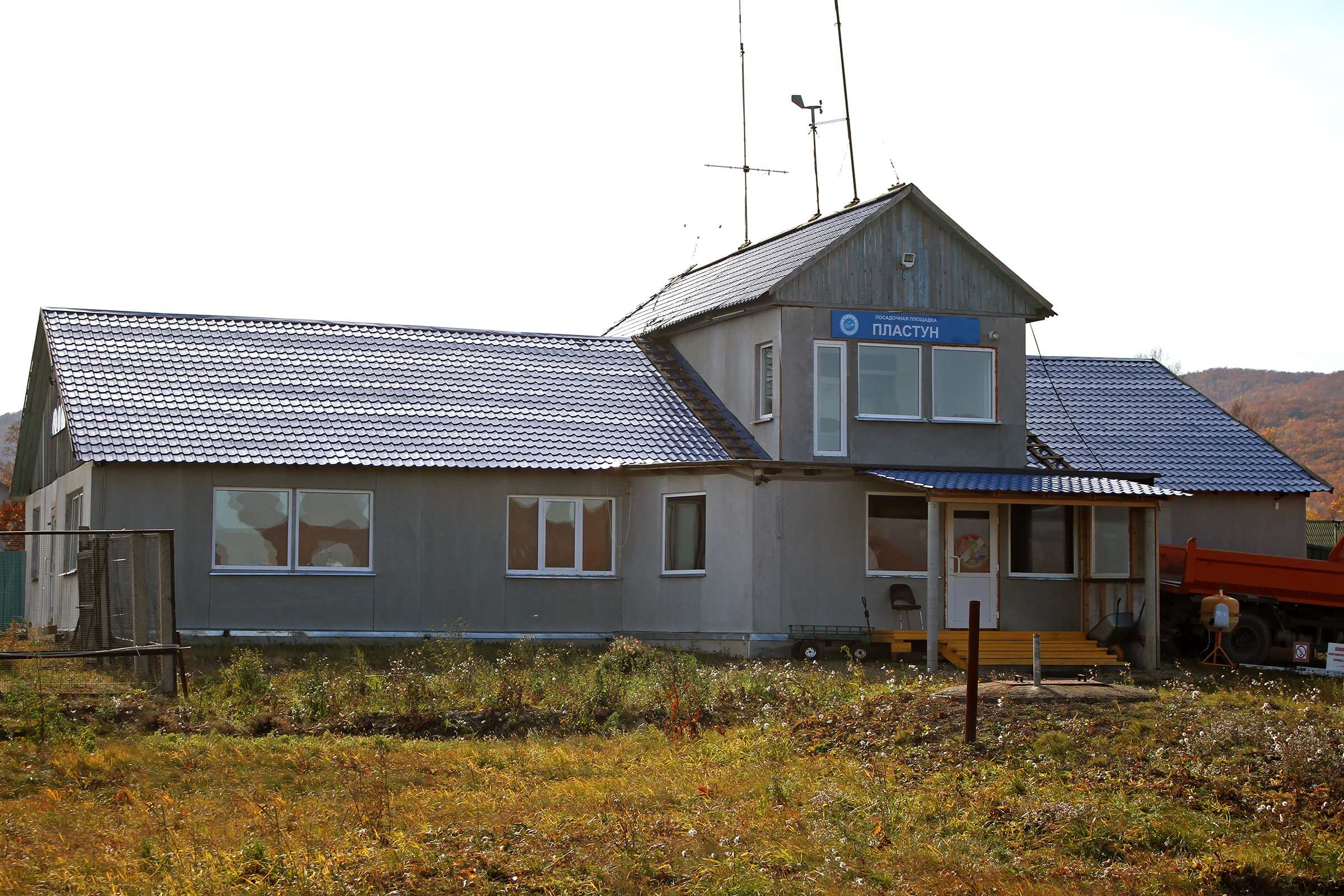
Bâtiment de l'aéroport.
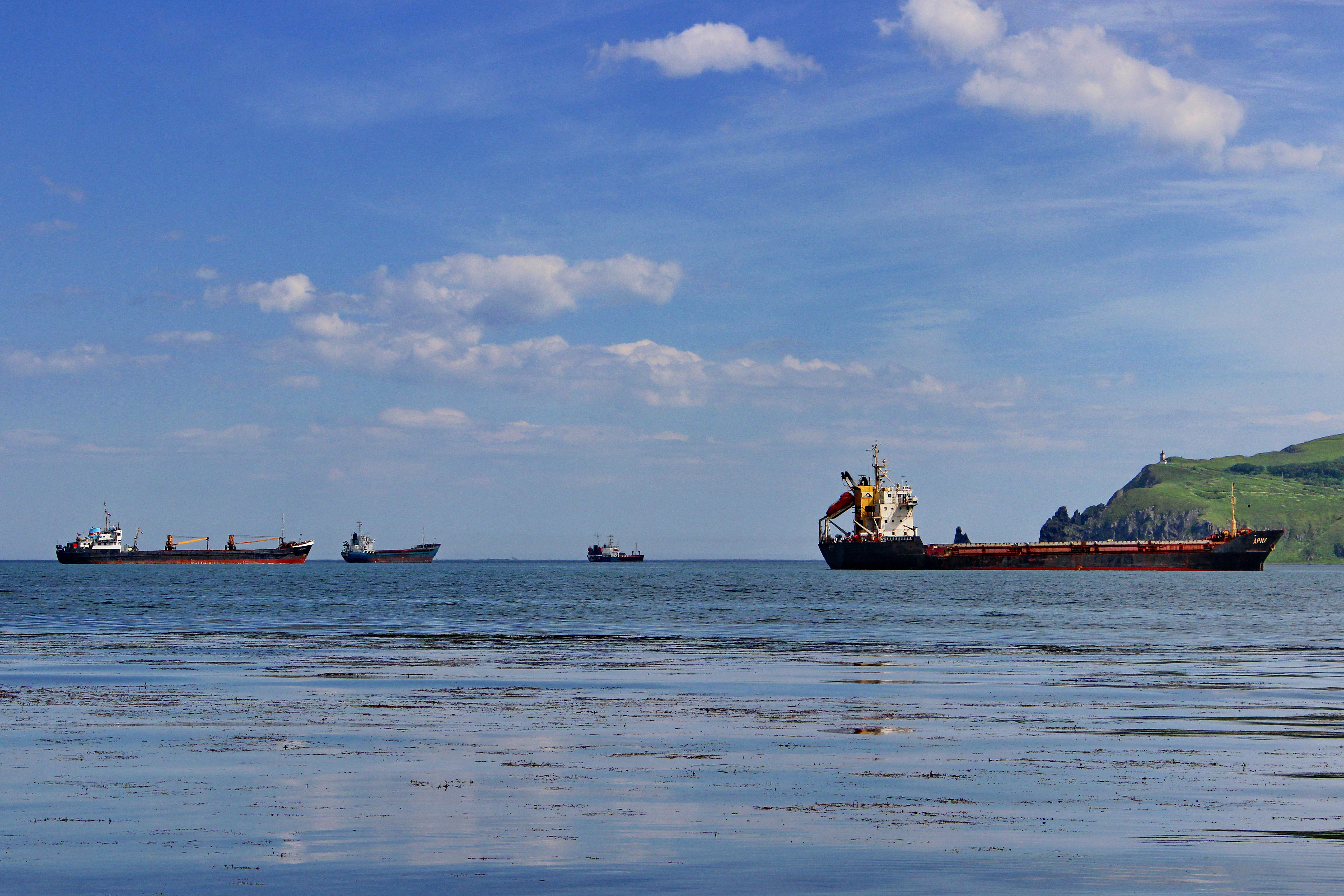
Bateaux arrivant au port.
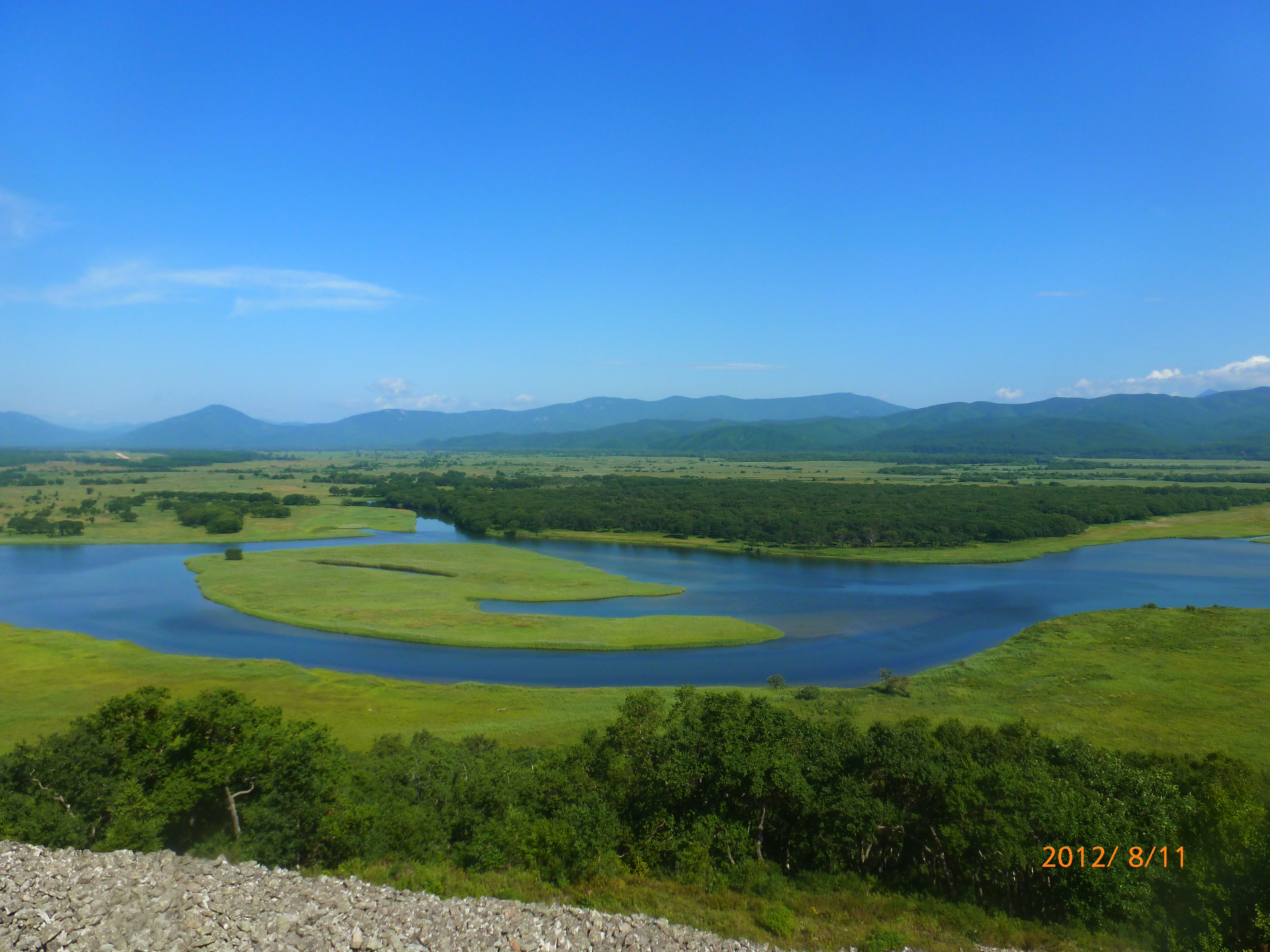
La vallée de la Djiguitovka.
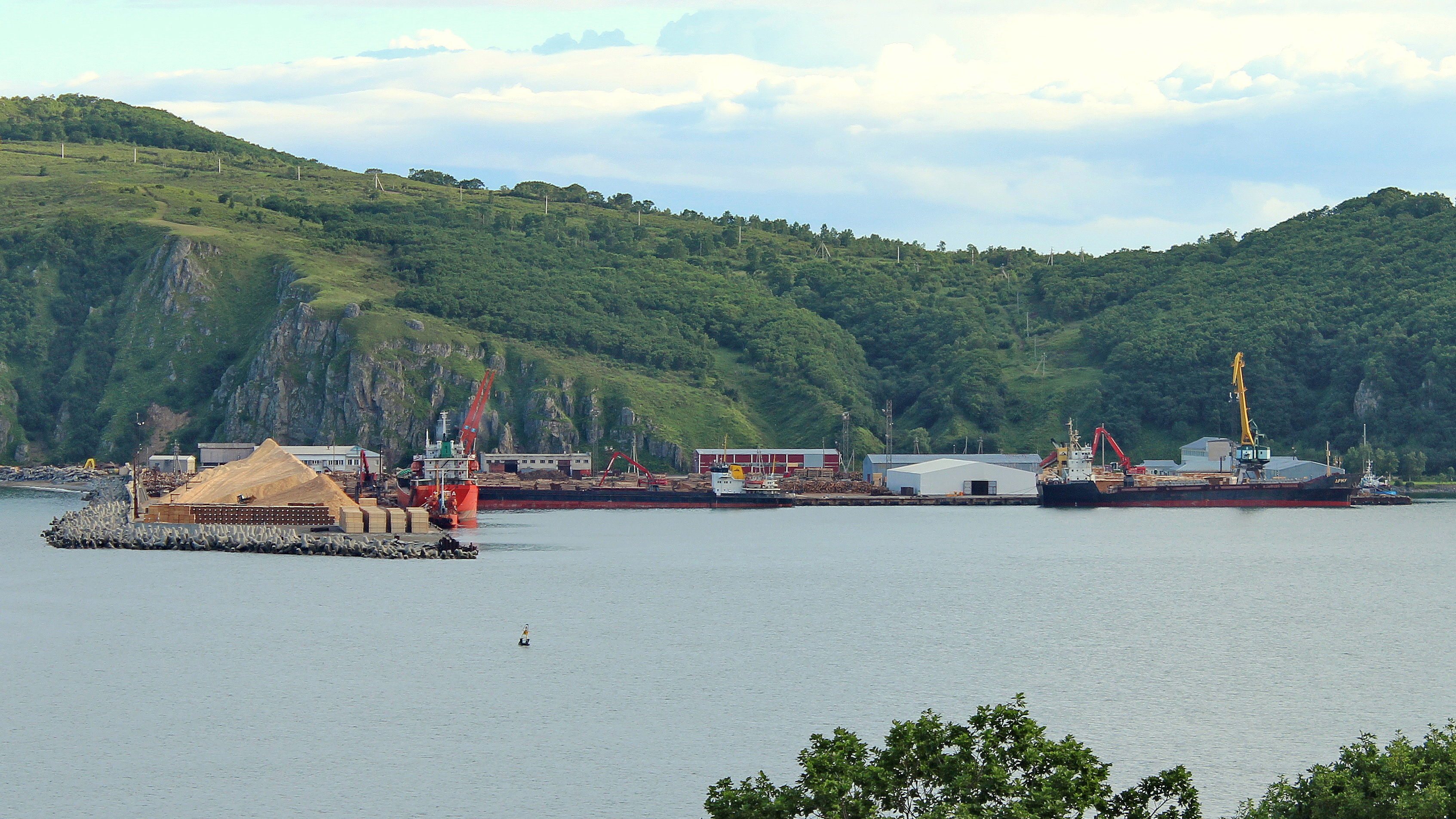
Une partie du port.

### Articles
: document utilisé comme source pour la rédaction de cet article.
- (ru) « Подробности. В ДРЕВЕСИНЕ ЦЕННО ВСЁ » [« Détails. TOUT DANS LE BOIS A DE LA VALEUR »], Bulletin de Terneï,‎ 8 avril 2009 (lire en ligne).
- (ru) « Мы разбудим тебя, тайга! » [« On va te réveiller, taïga ! »], Вестник Тернея,‎ 3 mars 2016 (lire en ligne).
- (ru) Sergueï Chalimov, « ПЛАСТУН: 80-ЛЕТНИЙ ЮБИЛЕЙ » [« PLASTOUN : 80 ANS ANNIVERSAIRE »], terney.info,‎ 2006 (lire en ligne).